# باشگاه فوتبال مکارثر
باشگاه فوتبال مکارثر (به انگلیسی: Macarthur FC) یک باشگاه فوتبال حرفه‌ای استرالیایی است که در جنوب غربی سیدنی، نیو ساوت ولز مستقر است. این تیم در رقابت‌های برتر فوتبال استرالیا به نام ای-لیگ تحت مجوز لیگ‌های حرفه‌ای استرالیا (APL) به رقابت می‌پردازند. در ۱۳ دسامبر ۲۰۱۸ اعلام شد که این باشگاه به عنوان بخشی از روند گسترش جدید در ای-لیگ پذیرفته‌خواهد شد.
این باشگاه در تاریخ ۵ مارس ۲۰۱۷ تأسیس شده‌است.

## افتخارات

### داخلی

#### جام‌ها
- جام حذفی فوتبال استرالیا
  - قهرمان (۱): ۲۰۲۲[۳]